# Kenneth A. Ross
Kenneth Allen Ross (* 21. Januar 1936 in Chicago)  ist ein US-amerikanischer Mathematiker, der sich mit Analysis und speziell abstrakter harmonischer Analysis über topologischen Gruppen befasst.
Ross studierte an der University of Utah mit dem Bachelor-Abschluss 1956 und an der University of Washington mit dem Master-Abschluss 1958 und der Promotion bei Edwin Hewitt 1960 (Studies in Semi-Groups) 1961 bis 1964 war er Assistant Professor an der University of Rochester und 1964/65 Visiting Assistant Professor an der Yale University. 1964 wurde er Associate Professor und später Professor an der University of Oregon. 2000 wurde er emeritiert.
Von ihm und Edwin Hewitt stammt das Standardwerk Abstract Harmonic Analysis.
Er befasst sich auch mit (wahrscheinlichkeitstheoretischer) Mathematik von Baseball und von ihm stammt ein einführendes Analysis-Lehrbuch.
1980/81 war er Gastprofessor an der University of British Columbia.
1995/96 war er Präsident der Mathematical Association of America und 1984 bis 1989 deren Sekretär. 1967 bis 1970 war er Sloan Research Fellow.

## Schriften
- mit Edwin Hewitt: Abstract Harmonic Analysis, Grundlehren der mathematischen Wissenschaften, Springer Verlag, Bd. 1, 1963, 2. Auflage 1979, Bd. 2 1970
- Elementary Analysis: The Theory of Calculus, Undergraduate Texts in Mathematics, Springer, 1980, 2. Auflage 2013.
- mit Charles R. B. Wright: Discrete Mathematics, Prentice-Hall, 5. Auflage 2013
- A mathematician at the ball park: odds and probabilities for Baseball Fans, Pi Press 2004, Paperback-Ausgabe bei Plume 2007